# Jaú
Nacionalni park Jaú je nacionalni park u brazilskoj saveznoj državi Amazonas. On je najveći šumski rezervat u Južnoj Americi koji prekriva površinu veću od 23.000 km². Također, zajedno sa zaštićenim područjima, rezervatima održivog razvoja Mamairauá i Amanã, te ekološkom postajom Anavilhanas, čini golem kompleks zaštićenih područja središnjeg Amazona (površine 53.230 km²) koji je upisan na UNESCO-ov popis mjesta svjetske baštine u Amerikama 2000. godine.
Ulaz u park je strogo zabranjen, a jedino dopuštenje daje brazilska vlada. 
Tu je pronađeno i 17 arheoloških lokaliteta, svi na ušću rijeke Negro, s mnogobrojnim isklesanim kamenjem na obalama rijeke. Oni su dokaz kako je ovo područje nekada bilo prolazom ljudi između porječja Solimoesa i Negra, s odlikama naroda koji obitavaju u ovim odvojenim područjima. 

## Odlike
Krajolik Jaúa se sastoji od bijelih pješčanih plaža tijekom sezone suše, te od poplavljenih tropskih kišnih šuma tijekom sezone kiša. Tada cijelo područje ispresijecaju vodeni putovi različitih veličina, kanali (paranás) i važni fluvijalni fenomeni kao što su ria jezera, karakteristična za sve velike rijeke Amazonije. Tu se nalazi i devetokataraktni slap rijeke Carabinani i odvodni sustav crnih voda rijeke Negro s visoravni Guiane. Njena voda je tamna jer se oslobađaju organske kiseline nastale raspadom mrtvih organizama u vodi zbog nedostatka tla, što pogoduje promijenjivom geobotaničkom mozaiku poznatom kao Campinarana.

## Bioraznolikost
Ovo područje ima najveću bioraznolikost na svijetu, a sastoji se od nekoliko ekosustava: anualno poplavljeni (varzea) ekosustav, igapó šuma, jezera i kanali koji tvore vječno promjenjiv vodeni mozaik u kojemu obitava najveći broj električnih riba na svijetu, te mnoge kritično ugrožene vrste kao što su amazonski lamantin (Trichechus inunguis), divovska riba arapaima, crni kajman (Melanosuchus niger), jaguar, harpija, južnoamaerička riječna kornjača (Podocnemis unifilis), divovska vidra i dvije vrste amazonskog riječnog dupina. 
Sveukupno unutar zaštićenih područja središnjeg Amazona obitava zapanjujuć broj kralješnjaka, od čega 120 vrsta sisavaca, 411 vrsta ptica, 15 reptila i 320 vrsta riba. Njegova važnost za očuvanje amazonske faune je velika jer u njemu obitava 60% riba porječja Rio Negra i 60% ptica središnjeg Amazona.

## Vanjske poveznice
- NASA Earth Explorer page  Arhivirana inačica izvorne stranice od 2. kolovoza 2007. (Wayback Machine)
- Satellite photo (Google)